# Lodewijk de Blinde
Lodewijk van Provence, bijgenaamd Lodewijk de Blinde (ca. 881/882 – Arles, 5 juni 928), was koning van Provence (Neder-Bourgondië) van 887 tot 928 en koning van Italië van 900 tot 902. Hij was ook keizer van het Roomse Rijk (toen nog niet "Heilig" genoemd) van 901 tot 905.
Na de dood van zijn vader Boso van Provence in 887, huldigde hij samen met zijn moeder Ermengard koning Karel III de Dikke, die in ruil Lodewijk als koning van Provence erkende en hem zelfs zou hebben geadopteerd. In 889 werd dit bevestigd door koning Arnulf van Karinthië en de lokale adel koos hem in 890 tot koning.
Lodewijk huldigde Arnulf in 894 en voerde in 895 een oorlog tegen de Saracenen in Fraxinet. In 900 boden Italiaanse edelen hem de koningskroon aan. Lodewijk ging op deze uitnodiging in en versloeg de regerende koning Berengar. In datzelfde jaar werd Lodewijk in Pavia tot koning van Italië gekroond. Het volgende jaar werd hij ook door de paus in Rome tot keizer gekroond. In 902 werd Lodewijk echter verslagen door Berengar. Hij zwoer een eed aan Berengar dat hij naar huis terug zou keren en nooit meer zou proberen om koning van Italië te worden.
In 905 deed Lodewijk echter nog een poging om koning van Italië te worden maar Berengar versloeg hem bij Verona. Als straf voor het verbreken van zijn eed, liet hij Lodewijk zijn ogen uitsteken en dwong hem het keizerschap af te staan. Lodewijk was tot zijn dood koning van Provence maar de werkelijke macht lag bij zijn zwager Hugo van Arles. Hugo trouwde met Lodewijks zuster en zou hem na zijn dood als koning opvolgen, en later ook koning van Italië worden.
Toen Lodewijk in 900 uitzicht had op het koningschap van Italië, werd ook een verloving aangegaan met Anna, een natuurlijke dochter van Leo VI van Byzantium. Er is echter geen enkele aanwijzing dat ook een huwelijk is voltrokken, en omdat Lodewijk al snel zijn positie in Italië verloor, had Leo er natuurlijk ook geen belang meer bij. In tegenstelling tot oudere bronnen gaan moderne bronnen er daarom van uit dat dit huwelijk niet is voltrokken.
Lodewijk was wel zeker getrouwd met Adelheid, een nicht van Rudolf I van Bourgondië en werd de vader van:
- Karel van Vienne (901 – na januari 962), graaf van Vienne,
- Rudolf, vermeld in 929

## Voorouders
| Overgrootouders              | Richard van Amiens (?) ∞ ? (-)                             | Richard van Amiens (?) ∞ ? (-)                             | Boso van Arles (780-855) ∞ ? (-)                           | Boso van Arles (780-855) ∞ ? (-)                           | Lotharius I (795-855) ∞ Irmgard (805-851)                         | Lotharius I (795-855) ∞ Irmgard (805-851)                         | Adelchis I van Parma (800-861) ∞ ? (-)                            | Adelchis I van Parma (800-861) ∞ ? (-)                            | Adelchis I van Parma (800-861) ∞ ? (-) | Adelchis I van Parma (800-861) ∞ ? (-) |
| Grootouders                  | Bivinus van Metz (810-869) ∞ Richildis van Arles (805-851) | Bivinus van Metz (810-869) ∞ Richildis van Arles (805-851) | Bivinus van Metz (810-869) ∞ Richildis van Arles (805-851) | Bivinus van Metz (810-869) ∞ Richildis van Arles (805-851) | Lodewijk II van Italië (795-855) ∞ Engelberga van Parma (835-901) | Lodewijk II van Italië (795-855) ∞ Engelberga van Parma (835-901) | Lodewijk II van Italië (795-855) ∞ Engelberga van Parma (835-901) | Lodewijk II van Italië (795-855) ∞ Engelberga van Parma (835-901) |                                        |                                        |
| Ouders                       | Boso (844-887) ∞ Ermengarde der Franken (855-896)          | Boso (844-887) ∞ Ermengarde der Franken (855-896)          | Boso (844-887) ∞ Ermengarde der Franken (855-896)          | Boso (844-887) ∞ Ermengarde der Franken (855-896)          | Boso (844-887) ∞ Ermengarde der Franken (855-896)                 | Boso (844-887) ∞ Ermengarde der Franken (855-896)                 | Boso (844-887) ∞ Ermengarde der Franken (855-896)                 | Boso (844-887) ∞ Ermengarde der Franken (855-896)                 |                                        |                                        |
| Lodewijk de Blinde (881-928) |                                                            |                                                            |                                                            |                                                            |                                                                   |                                                                   |                                                                   |                                                                   |                                        |                                        |

## Referentie
- C. Cawley, Provence, fmg.ac (2006-2014).